# Fool
『Fool』（フール）は、春野が2024年11月27日にビクターエンタテインメントから配信リリースした2作目のミニ・アルバムである。

## 内容
2024年11月20日にリリースが発表された。既存4曲に加え、十明をフィーチャリングゲストに迎えた「KODAK」や、表題曲「Fool」が収録されている。

## 収録曲
| 全作詞・作曲: 春野。 |                                     |       |            |      |
| #                    | タイトル                            | 作詞  | 作曲・編曲 | 時間 |
| 1.                   | 「KODAK feat. 十明」                | 春野  | 春野       | 2:59 |
| 2.                   | 「Fool」                            | 春野  | 春野       | 2:38 |
| 3.                   | 「Soooo Many Problems feat. tonun」 | 春野  | 春野       | 3:11 |
| 4.                   | 「OVERTIME」                        | 春野  | 春野       | 3:12 |
| 5.                   | 「Supernova (cover)」               | 春野  | 春野       | 2:56 |
| 6.                   | 「Spring Has Come」                 | 春野  | 春野       | 3:53 |
| 合計時間:            | 合計時間:                           | 18:49 |            |      |